# Bilja Krstić

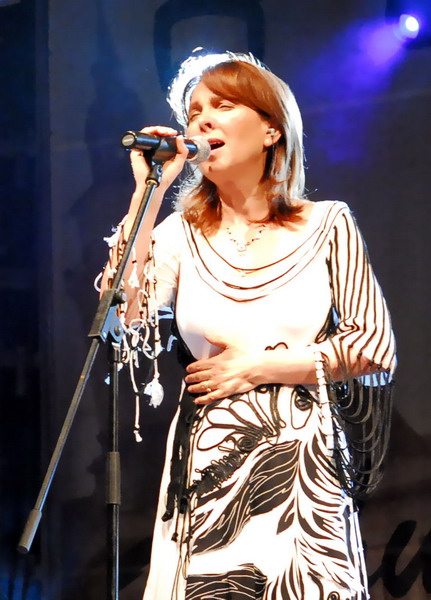
Biljana Krstić 2008

Biljana "Bilja" Krstić (serbisk kyrilliska: Биљана "Биља" Крстић), född i Niš, är en serbisk sångerska/låtskrivare.
Biljana studerade musik på musikskolan Dr. Vojislav Vučković i Niš. Efter examen fortsatte hon sin utbildning med studier vid Belgrads universitet. Hon har hittills släppt sju album, det första, Prevari večeras svoje društvo sa mnom, släppt 1983, samt skrivit ledmotiv till filmer som Savior och Zona Zamfirova. Hon har även komponerat musik till många teaterföreställningar på Nationalteatern i Belgrad.
Krstićs musik är en blandning av jazz, fusion, etno och a cappella blandat med element från improvisation och modern musik, ofta inspirerad av folkmusik från Kosovo, Makedonien, Rumänien och Ungern.
Hon deltog i Jugoslaviens nationella uttagning till Eurovision Song Contest 1989 tillsammans med Srđan Marjanović med bidraget Još jedan poljubac za kraj, som resulterade i en 7:e plats.

## Diskografi
Bilja Krstić:
- Prevari večeras svoje društvo sa mnom (1983)
- Iz unutrasnjeg džepa (1985)
- Loptom do zvezda (1990)
- Bilja (1994)

Bilja Krstić & Bistrik Orchestra:
- Bistrik (2001)
- Zapisi (2003)
- Tarpoš (2007)